# Рейнольдс, Таня
Таня Луиза Рейнольдс (англ. Tanya Louise Reynolds; род. 4 ноября 1991, Англия) — британская актриса. Она получила свою первую главную роль в комедийно-драматическом телесериале Sky 1 «Вкусно» (2016–2019). Рейнольдс изображала Лили Иглхарт в комедийно-драматическом телесериале Netflix «Половое воспитание» (2019–2021), где она была частью основного состава в первых трёх сезонах. Другие её работы включают «Чужестранка» (2017), «Смерть в раю» (2017), «Эмма» (2020), «Плут» (2022), «Младенец» (2022), «Я ненавижу тебя» (2022) и «Декамерон» (2024).
В 2024 году она была номинирована на премию Лоуренса Оливье за лучшую женскую роль второго плана за игру в спектакле «Зеркало» в Трафальгарском театре.

## Ранние годы
Рейнольдс родилась и выросла в Хемел-Хемпстеде, Хартфордшир. Её отец был строителем, а мать — автором вывесок. Она наполовину англичанка, наполовину итальянка по происхождению. Её первый опыт актерской карьеры состоялся в возрасте четырех лет в школьном рождественском вертепе. Рейнольдс поступила в Оксфордскую школу драмы, выиграв полностью финансируемую стипендию, и, как утверждается, она призналась, что в противном случае она не смогла бы позволить себе плату за обучение в театральной школе. Рейнольдс окончила её в 2015 году.

## Карьера
Рейнольдс впервые появилась на экране в нескольких короткометражных фильмах, включая «Цивилизованные люди», который был показан на Эдинбургском фестивале Фриндж в августе 2015 года, «Ревнивый парень» и «Знакомьтесь, Люси». В 2016 году Рейнольдс впервые появилась на телевидении в телесериале «Вкусно», где она играла Терезу Бенелли в 12 эпизодах.
В 2017 году Рейнольдс продолжила свою телевизионную карьеру, сыграв леди Изабель Дансени в телесериале «Чужестранка» и 20-летнюю Салли в триллере BBC «Реллик». В том же году она сыграла Перл Марстон в криминальной драме BBC «Смерть в раю» в эпизоде «Убийство сверху», показанном в январе 2018 года.
В 2018 году Рейнольдс была ведущим актёром в художественном фильме «История Фанни Лай» среди актёрского состава, в который входили Чарльз Дэнс и Максин Пик. Она также сыграла ведущую роль Терезы в комедии телесериале «Вкусно», наряду с актёрским составом, в который входили Иэн Глен и Дон Френч.
В 2019 году она сыграла роль Лили Иглхарт в комедийно-драматическом сериале Netflix «Половое воспитание». Изначально это была второстепенная роль в первом сезоне, но затем её повысили до главной роли ещё на два сезона. Однако она не вернулась в сериал в четвёртом (последнем) сезоне.
В 2020 году Рейнольдс сыграла миссис Элтон в экранизации романа Джейн Остин «Эмма» вместе с Аней Тейлор-Джой и Биллом Найи. В том же году она была названа одной из звезд будущего по версии Screen International, которая демонстрирует таланты в теле- и киноиндустрии Великобритании и Ирландии.
В 2021 году Рейнольдс сыграла королеву Викторию в телесериале «Плут» вместе с Кристофером Экклстоном в роли Фейгина и Дэвидом Трелфоллом в роли начальника полиции.
В 2024 году Рейнольдс повторила роль Мэй в постановке «Зеркала» в Вест-Энде в Трафальгарском театре. За свою игру она была номинирована на премию Лоуренса Оливье за лучшую женскую роль второго плана.
В 2024 году она появилась в роли Дикобраза в фильме «Гарольд и фиолетовый мелок».

## Фильмография

### Фильмы
| Год  | Название                   | Роль           | Примечания             |
| ---- | -------------------------- | -------------- | ---------------------- |
| 2015 | Ревнивый парень            | Кэти           | Короткометражный фильм |
| 2015 | Цивилизованные люди        | Франческа      | Короткометражный фильм |
| 2015 | Знакомьтесь, Люси          | Люси           | Короткометражный фильм |
| 2018 | «История Фанни Лай»        | Ребекка Хеншоу |                        |
| 2019 | Ради любви или денег       | Алекса         |                        |
| 2019 | Подземные боги             | Мария          |                        |
| 2020 | Эмма                       | Ребекка Хеншоу |                        |
| 2024 | Актёр                      | TBA            |                        |
| 2024 | Гарольд и фиолетовый мелок | Дикобраз       |                        |
| 2024 | Охотница за временем       | Мег            |                        |

### Телевидение
| Год       | Название                 | Роль                 | Примечания                   |
| --------- | ------------------------ | -------------------- | ---------------------------- |
| 2016—2019 | Вкусно                   | Тереза Бенелли       | Главная роль — 12 эпизодов   |
| 2017      | Реллик                   | Салли                | 3 эпизода                    |
| 2017      | Чужестранка              | Леди Изобель Дансени | Эпизод: «О потерянных вещах» |
| 2017      | Смерть в раю             | Перл Марстон         | Эпизод: «Убийство сверху»    |
| 2018      | Бисексуалка              | Джилл                | Эпизод: "1.5"                |
| 2019      | Расследования на Майорке | Клэр Тейлор          | Эпизод: «Честь среди воров»  |
| 2020      | Селекционеры             | терапевт             | Эпизод: 1.6: Никаких взяток  |
| 2019—2021 | Половое воспитание       | Лили Иглхарт         | 22 эпизода                   |
| 2022      | Плут                     | королева Виктория    | 4 эпизода                    |
| 2022      | Младенец                 | Хелен                | 3 эпизода                    |
| 2022      | Я ненавижу тебя          | Чарли                | 6 эпизодов                   |
| 2024      | Декамерон                | Личиска              |                              |